# Devin DiDiomete
Devin Robert DiDiomete (Stratford, 9 maggio 1988) è un hockeista su ghiaccio canadese naturalizzato italiano, milita come attaccante negli Stratford Fighting Irish, squadra della Ontario Super Hockey League.

## Carriera

### Nazionale
In possesso del passaporto italiano e maturate due stagioni consecutive in una squadra di club italiana, necessarie per vestire la maglia azzurra, DiDiomete il 7 novembre 2018 esordì con il Blue Team all'Euro Ice Hockey Challenge di Budapest nel match inaugurale vinto 5-2 contro la Corea del Sud.

## Palmarès

### Club
- Mid-Western Junior Hockey League: 2

Stratford: 2002-2003, 2003-2004
- Campionato ungherese: 1

Gyergyói: 2022-2023

### Individuale
- Giocatore con più minuti di penalità nei playoff della OHL: 1

2007-2008 (40 minuti)
- Giocatore con più minuti di penalità della ECHL: 1

2011-2012 (281 minuti)
- Giocatore con più minuti di penalità della Alps Hockey League: 3

2016-2017 (129 minuti), 2017-2018 (95 minuti), 2018-2019 (109 minuti)